# Ministério da Fazenda (Brasil)

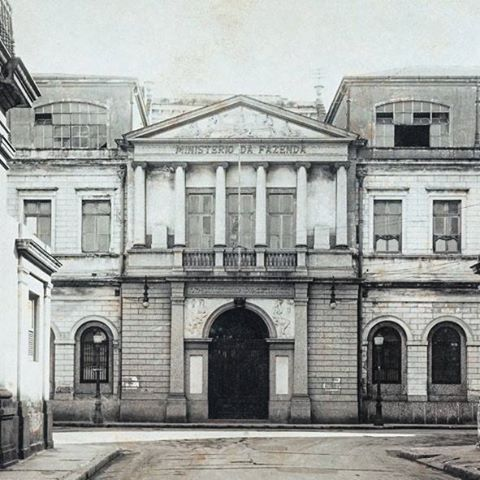
Ex-sede do Ministério da Fazenda no palácio que já havia sediado a Academia Imperial de Belas Artes.

O Ministério da Fazenda (MF) é um órgão do Governo Federal Brasileiro que, em sua estrutura administrativa, cuida da formulação e execução da política econômica nacional, da administração fazendária da União, por meio de sua Secretaria do Tesouro Nacional, e da administração superior da estrutura fiscal federal, por meio de sua Secretaria da Receita Federal. Sua autoridade superior é o ministro da Fazenda.
O Ministério da Fazenda deixou de existir entre 1° de janeiro de 2019 e 1° de janeiro de 2023, período do Governo Jair Bolsonaro. Por meio da medida provisória 870/2019, o Ministério da Fazenda, o Ministério do Planejamento, o Ministério da Indústria e Comércio Exterior e o Ministério do Trabalho foram fundidos no Ministério da Economia (ME), sendo suas funções por ele absorvidas. A pasta foi recriada em 1° de janeiro de 2023, através da Medida Provisória 1154/23, que deve passar pelos plenários da Câmara dos Deputados e do Senado para aprovação. Com a MP, o Ministério da Economia foi dividido em quatro pastas: Ministério da Fazenda, Ministério do Planejamento e Orçamento, Ministério da Gestão e da Inovação em Serviços Públicos e Ministério do Desenvolvimento, Indústria, Comércio e Serviços (MDIC).
O atual Ministro da Fazenda é Fernando Haddad. Ele havia sido confirmado no cargo em 2022, pelo então presidente eleito Luiz Inácio Lula da Silva (PT).

## Etimologia
A etimologia da palavra "Fazenda" vem do latim "coisas que devem ser feitas". Mas também quer dizer "tesouro público" em português. As origens do Ministério da Fazenda podem ser traçadas até a transferência do "Erário Régio" (órgão do governo português) de Lisboa para a cidade do Rio de Janeiro pelo Alvará de 28 de junho de 1808, com a finalidade de centralizar todos os negócios pertencentes à arrecadação, distribuição e administração da Real Fazenda. Operou inicialmente nos moldes do Real Erário de Lisboa e transferiu temporariamente o poder decisório sobre as finanças da Coroa Portuguesa para o Brasil. Apesar de constituir, durante o período colonial, um aparelho simplificado de administração, representou o primeiro núcleo central de estruturação fazendária, o qual posteriormente daria origem ao atual Ministério da Fazenda brasileiro. D. João VI de Portugal estabeleceu o Erário no Rio de Janeiro através de um alvará em 28 de junho de 1808. A pasta foi entregue a D. Fernando José de Portugal. O cargo se chamava formalmente Ministro e Secretário de Estado dos Negócios da Fazenda e Presidente do Real Erário.
O termo foi utilizado pela primeira vez em 1821 quando foi criado a Secretaria de Estado dos Negócios da Fazenda do Reino Unido de Portugal, Brasil e Algarves. Antes dessa época em 1808, as finanças brasileiras eram administradas pelo Tesouro Geral e Público ou Erário do Reino de Portugal.
O nome Ministério da Fazenda apareceu pela primeira vez em 1891[carece de fontes?], anos após a proclamação da República  e que foi utilizado até os dias de hoje, com exceção no começo da década de 90 no Governo Collor que renomeou para Ministério da Economia, Fazenda e Planejamento a fim de reduzir os gastos do governo unindo 3 ministérios em um só. Espanha e Chile, também chamam de Ministério da Fazenda o órgão governamental que gerencia as finanças desses países.

## Denominação dos titulares da pasta da Fazenda
- 1808 — Ministro e Secretário de Estado dos Negócios do Brasil e da Fazenda e Presidente do Real Erário[13]
- 1821 — Ministro e Secretário dos Negócios da Fazenda e Presidente do Tesouro Público
- 1831 — Ministro e Secretário de Estado dos Negócios da Fazenda e Presidente do Tribunal do Tesouro Público Nacional
- 1891 — Ministro e Secretário de Estado dos Negócios da Fazenda e Presidente do Tribunal do Tesouro Nacional
- 1893 — Ministro de Estado dos Negócios da Fazenda
- 1968 — Ministro de Estado da Fazenda
- 1990 — Ministro de Estado da Economia, Fazenda e Planejamento
- 1992 — Ministro de Estado da Fazenda
- 2021 — Ministro de Estado da Economia
- 2023 — Ministro de Estado da Fazenda

## Criação do Ministério da Fazenda
A situação criada pela chegada da Corte de Lisboa ao Brasil em 1808, com a transformação da colônia em sede da metrópole, exigia uma nova organização local das finanças públicas. Ciente dessa necessidade, o príncipe regente, futuro rei Dom João VI de Portugal, por meio do Alvará de 28 de junho de 1808, transferiu o Erário Régio e o Conselho de Fazenda de Lisboa para o Rio de Janeiro, com a finalidade de centralizar todos os negócios pertencentes à arrecadação, distribuição e administração da Real Fazenda do Império Colonial Português.
Implantado por Dom Fernando José de Portugal, o Erário Régio operou inicialmente nos moldes do Real Erário de Lisboa e transferiu temporariamente o poder decisório sobre as finanças da Coroa Portuguesa para o Brasil. Apesar de constituir, durante o período colonial, um aparelho simplificado de administração, representou o primeiro núcleo central de estruturação fazendária, o qual daria origem ao atual Ministério da Fazenda do Brasil.
Com a independência do Brasil, em 1822, a parte do Real Erário que permanecera no Rio de Janeiro passou a ser o Tesouro Público do Rio de Janeiro, com o titular do cargo assumindo a designação de Ministro e Secretário de Estado dos Negócios da Fazenda e Presidente do Tribunal do Tesouro Público Nacional em 1831 (a parte que ficará em Lisboa, separada de sua equivalente brasileira devido a independência daria origem, a partir de 1832, ao atual Ministério das Finanças de Portugal). Juridicamente o surgimento do Ministério da Fazenda do Brasil como um órgão do governo brasileiro (e não do governo português) se deu com a outorga da Constituição do Império em 1824.
A denominação "Ministério da Fazenda" só foi oficialmente adotada em 1891, durante o Governo de Deodoro da Fonseca, com a implantação da República. A esse respeito, cabe assinalar que o nome "Fazenda" entrou em uso no Brasil para designar os haveres, bens e produtos de crédito e contribuição, assim como a renda da nação. Como estes recursos eram providos principalmente das sesmarias, terras destinadas à produção, o termo tomou, então, o significado de finanças.
Ruy Barbosa, o primeiro titular da Pasta no período da República, foi responsável por uma reforma monetária e bancária, com a intenção de deslocar o eixo da economia brasileira da agricultura para a indústria, abandonando o lastro-ouro e fomentando a organização de empresas pelo sistema bancário.
Em 30 de outubro de 2018 foi anunciado pelo presidente eleito Jair Bolsonaro para o Ministério da Economia, a ser criado com a fusão dos ministérios da Fazenda, do Planejamento, Desenvolvimento e Gestão e da Indústria, Comércio Exterior e Serviços.

## Fases do Ministério da Fazenda

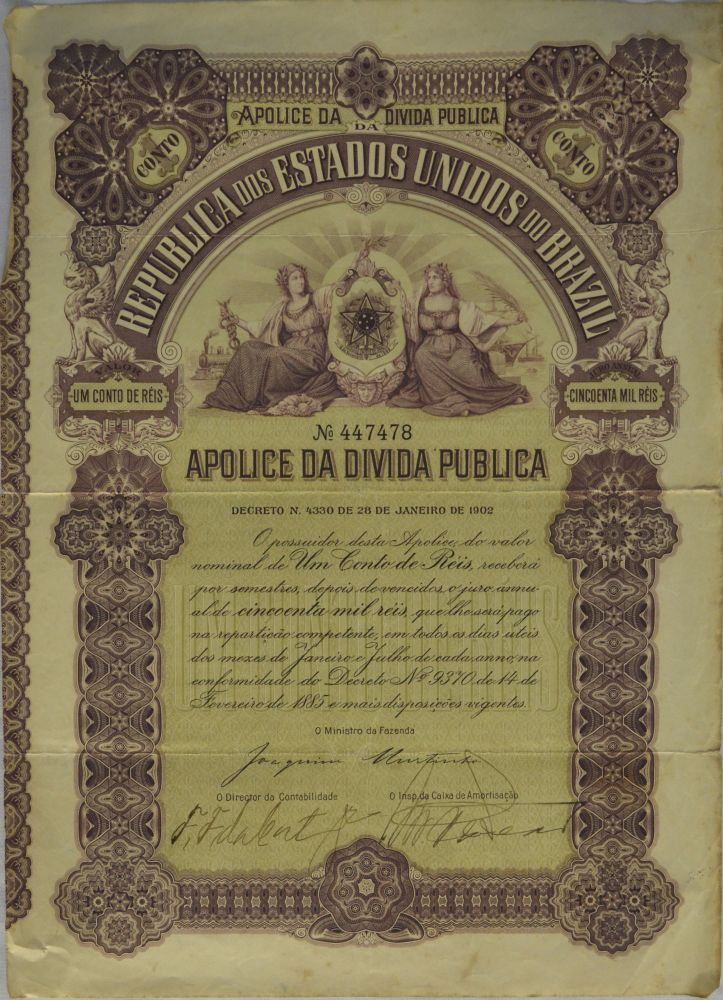
Apólice do Governo do Brasil, emitida pelo Ministério da Fazenda,1902.

Ao longo da história, os titulares do Erário Régio, bem como dos órgãos que o sucederam, foram designados de diferentes modos, tais como: Ministro e Secretário de Estado dos Negócios do Brasil e da Fazenda e Presidente do Real Erário (1808); Ministro e Secretário de Estado dos Negócios da Fazenda e Presidente do Tesouro Público (1821); Ministro e Secretário de Estado dos Negócios da Fazenda e Presidente do Tribunal do Tesouro Público Nacional (1831); Ministro de Estado dos Negócios da Fazenda e Presidente do Tribunal do Tesouro Nacional (1891); Ministro de Estado dos Negócios da Fazenda (1893); Ministro de Estado da Fazenda (1967); Ministro de Estado da Economia, Fazenda e Planejamento (1990); Ministro de Estado da Fazenda (de 1992 até a fusão com outros ministérios em 2019).
Até a fusão de ministérios em 1º de janeiro de 2019, o Ministério da Fazenda era responsável pela formulação e execução da política econômica do Brasil. Sua área de atuação abrangia assuntos diversos, dentre os quais se destacavam: moeda, crédito e instituições financeiras; política e administração tributária; administração financeira e contabilidade pública; dívida pública; negociações econômicas internacionais; preços em geral; tarifas públicas e administradas; fiscalização e controle do comércio exterior; e acompanhamento da conjuntura econômica.
"Se a atuação do Ministério da Fazenda constituía peça essencial na direção dos negócios públicos, ela enfrentou, desde o início, e continuaria enfrentando durante todo o período imperial, múltiplas dificuldades decorrentes, em parte, da herança colonial, mas também das limitações inevitáveis de um país novo que devia organizar-se quase a partir da estaca zero, ao mesmo tempo que, devido a este mesmo fato, não dispunha dos recursos financeiros, nem sobretudo dos recursos humanos exigidos por tal empreendimento". – Trecho do livro História Administrativa do Brasil de Mircea Buescu.

## Estrutura organizacional
- Gabinete do Ministro da Fazenda (GMF)[15]
- Ouvidoria-Geral do Ministério da Fazenda
- Secretaria Executiva (SE)
- Subsecretaria para Assuntos Econômicos (SPAE)
- Subsecretaria de Gestão Estratégica (SGE)
- Subsecretaria de Planejamento, Orçamento e Administração (SPOA)

### Órgãos específicos singulares
- Secretaria da Receita Federal do Brasil (RFB)[15]
- Secretaria de Política Econômica (SPE)
- Secretaria de Acompanhamento Econômico (SEAE)
- Secretaria do Tesouro Nacional (STN)
- Secretaria de Assuntos Internacionais (SAIN)
- Procuradoria Geral da Fazenda Nacional (PGFN)
- Escola de Administração Fazendária (ESAF)

### Órgãos colegiados
- Conselho Monetário Nacional (CMN)[15]
- Conselho Nacional de Política Fazendária (CONFAZ)
- Conselho de Recursos do Sistema Financeiro Nacional (CRSFN)
- Conselho Nacional de Seguros Privados (CNSP)
- Conselho de Recursos do Sistema Nacional de Seguros Privados, de Previdência Aberta e de Capitalização (CRSNSP)
- Conselho de Controle de Atividades Financeiras (COAF)
- Conselho Administrativo de Recursos Fiscais (CARF)
- Comitê Brasileiro de Nomenclatura (CBN)
- Comitê de Avaliação de Créditos ao Exterior (COMACE)
- Comitê Coordenação Gerencial das Instituições Financeiras Públicas
- Comitê Gestor do Simples Nacional

### Entidades vinculadas

#### Autarquias
- Comissão de Valores Mobiliários (CVM)[15]
- Superintendência de Seguros Privados (SUSEP)

#### Empresas públicas
- Casa da Moeda do Brasil (CMB)[15]
- Serviço Federal de Processamento de Dados (Serpro)
- Caixa Econômica Federal (CEF)
- Empresa Gestora de Ativos (EMGEA)

#### Sociedades de economia mista
- Banco do Brasil (BB)[15]
- Banco da Amazônia (BASA)
- Banco do Nordeste (BNB)